# 叮咚 (智能音箱)
叮咚（英語：DingDong）是由中国公司灵隆科技（京東和科大讯飞的合资公司）推出的一系列智能音箱 。  第一款產品A1于2016年发布，随后第二年发布了更便宜的A3和Q1。 A1的高度为9.5英寸（24厘米），底部为正方形，顶部為圆柱形。  用戶通過叮咚智能音箱可以收聽新闻，播放音乐，接收天气預報和在线购物。  叮咚音箱支持的語言有普通話以及粤语。 

## 銷量滑坡
2015年5月，京东和科大讯飞联合成立合资公司灵隆科技，並推出了叮咚智能音箱，成為在中國最早出現的智能音箱產品。2016年，叮咚銷售已達10万台，一度佔有中國智能音箱超70%的市场份额。後來隨著阿里巴巴集團、小米、百度紛紛推出自家智能音箱產品，叮咚音箱市場份額逐漸下滑。2018年双十一期間更是銷量慘淡，京东網站上的叮咚智能音箱甚至跌出智能音箱热卖榜前20。2018年11月，包括灵隆科技CEO魏強在內的大量員工離職。

## 外部鏈接
- 北京灵隆科技有限公司 （页面存档备份，存于）